# Miconia renneri
Miconia renneri är en tvåhjärtbladig växtart som beskrevs av E.Cotton. Miconia renneri ingår i släktet Miconia och familjen Melastomataceae. IUCN kategoriserar arten globalt som sårbar. Inga underarter finns listade i Catalogue of Life.